# San Pablo (Nariño)
Pour les articles homonymes, voir San Pablo.
San Pablo est une municipalité située dans le département de Nariño en Colombie.